# 西條商事

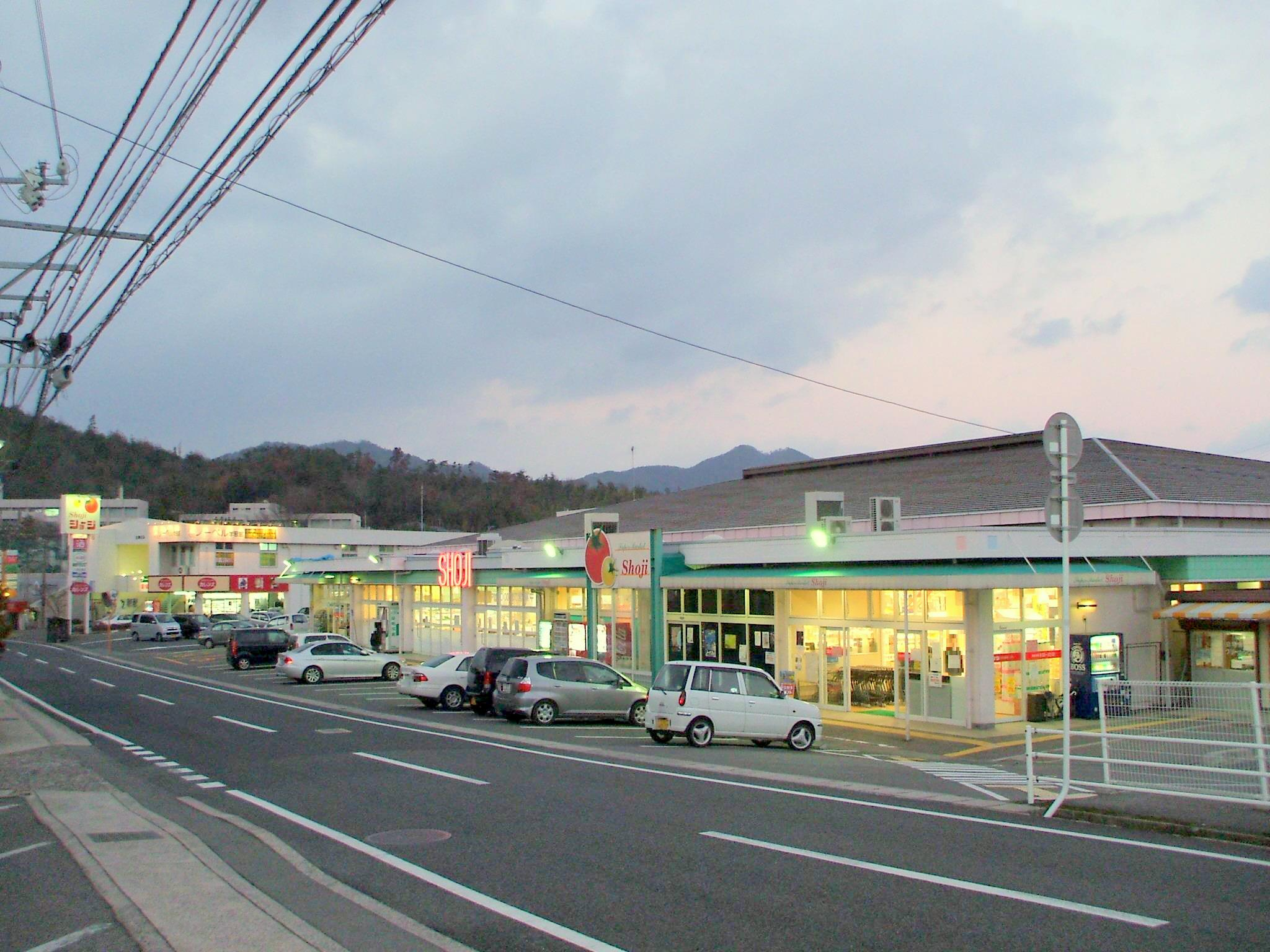
ショージの店舗（八本松南店）

西條商事株式会社（さいじょうしょうじ）は、広島県東広島市に本部を置く、スーパーマーケットを展開する企業。2013年11月にCGCグループに加盟した。

## 概要
本部のある東広島市を中心に、広島県内に合わせて21店舗を構える。スーパーマーケット部門の『ショージ』が15店舗、業務用スーパー部門の『業務用食品スーパー』が4店舗、衣料品部門の『カレンズ』が7店舗（そのうち5店舗は『ショージ』と併設）展開している。『カレンズ』では市教委（小学・中学）や県教委（西条農業高校（田口店のみ））からの指定で学校指定の制服・体操服（小学・中学のみ）や靴（中学・高校）等も販売されている。『ショージ』と『業務用食品スーパー』では一部店舗を除き、購入した商品の宅配サービス（1回105円）を行っている。

## ポイントカード
- 1997年以前はスタンプやシールによるポイントカードを導入していたが、1997年からブルーチップに加盟し磁気カードによるポイントサービス（ショージとくとくカード）に切り替えている。2006年より会員制に切り替え、トマト倶楽部ポイントカードに名称を変更している。発行する際は申し込みが必要となっていて、発行代100円が必要（入会金は無料）。
- 2012年3月にポイント制度、表記変更など、更に利便性を高めた「ショージトマトカード」に切り替わる。登録制などは「トマト倶楽部ポイントカード」と同様である。尚これに伴い「トマト倶楽部ポイントカード」は2月29日付けで利用終了し、3月1日以降は「ショージトマトカード」が利用可能並びに完全移行した。切り替えは2月より先行して行われた。
- 「ショージトマトカード」は東広島市内の『Coco壱番屋』3店舗で利用可能でポイントの付与がある。
- 2015年より新たなポイントサービス磁気ストライプ式電子マネー機能付の「TOMACA（トマカ）」のサービス開始。現金支払200円で1ポイントに加えTOMACA支払では400円で1ポイントの付加ポイントが点く。2015年2月現在では12店舗が対応。未対応店舗も在るため、当面は従来の「トマトカード」も利用できる（但し併用利用はできない）。

## 店舗

### スーパーマーケットショージ
東広島市
- 寺家駅前店（PARTNER SHOJI）※エスタ店の移転扱いで2018年7月開業。
- R375バイパス店（業務用食品取扱）
- 高屋駅前店
- 白市駅前店
- 八本松南店（旧:向原店）
- 下見店（業務用食品取扱）
- 志和店
- 田口店
- 黒瀬店
- 豊栄店

広島市安芸区
- みどり坂店

広島市東区
- 牛田店　(旧ユアーズ牛田店跡地)

広島市安佐北区
- 白木店

広島市安佐南区
- トマト店

三原市
- 本郷店（業務用食品取扱）

世羅郡世羅町
- 世羅店（業務用食品取扱）

### 業務用食品スーパー
東広島市
- プロマート西条店

竹原市
- 竹原店

広島市南区
- 東雲店

### カレンズ（衣料品）
東広島市
- 白市駅前店
- 田口店（ショージと併設）
- 黒瀬店（ショージと併設）
- 豊栄店（ショージと併設）
- くらたストアー

広島市安芸区
- みどり坂店（ショージと併設）

三原市
- 本郷店（ショージと併設）